# 长江乡 (兰西县)
长江乡，是中华人民共和国黑龙江省绥化市兰西县下辖的一个乡镇级行政单位。

## 行政区划
长江乡辖以下地区：
长江村、巨宝村、万宝村、双城村、梁卜村和双卜村。